# Keiturinsaari
Keiturinsaari är en ö i Finland. Den ligger i sjön Pihlajavesi och i kommunen Sulkava i den ekonomiska regionen  Nyslotts ekonomiska region  och landskapet Södra Savolax, i den sydöstra delen av landet, 260 km nordost om huvudstaden Helsingfors. Öns area är 7,4 hektar och dess största längd är 420 meter i sydöst-nordvästlig riktning.